# Hansa-Brandenburg W.29
L'Hansa-Brandenburg W.29 era un idrocaccia a scarponi ad ala bassa sviluppato dall'allora azienda tedesco imperiale Hansa und Brandenburgischen Flugzeugwerke GmbH negli anni dieci del XX secolo e prodotto, oltre che dalla stessa, su licenza in territorio nazionale dall'Albatros Flugzeugwerke GmbH, nell'Impero austro-ungarico dalla Ungarische Flugzeugfabrik, in Giappone da Aichi Tokei Denki KK e Nakajima Hikōki KK, ed in Norvegia dalla A/S Aero.

## Storia del progetto
Nei primi mesi del 1918 l'asso tedesco Friedrich Christiansen, che utilizzava con successo il Hansa-Brandenburg W.12 nel teatro del Mare del Nord, contattò l'Hansa-Brandenburg per richiedere lo sviluppo del modello in quanto le prestazioni dei velivoli in dotazione ai piloti avversari stavano sensibilmente aumentando e presto il W.12 non sarebbe stato più in grado di essere competitivo. Sottoposto il problema al suo progettista, Ernst Heinkel, questi dichiarò che, a causa dell'indisponibilità di motori atti allo scopo, era impossibile trovare unità di maggior potenza, ed era inoltre impossibile pianificare in tempi brevi lo sviluppo di un modello totalmente differente che potesse compensare nell'impostazione generale le prestazioni dell'idrocaccia biplano. Heinkel concluse allora che l'unica via praticabile era quella di derivarne un modello dalla configurazione alare monoplana, soluzione che avrebbe consentito di avere un modello dalla superficie frontale sostanzialmente inferiore, da cui un'inferiore resistenza aerodinamica che a parità di potenza significava una maggiore velocità massima raggiungibile. La soluzione avrebbe inoltre permesso di avere una maggiore visibilità per il pilota e un maggior campo di tiro per il mitragliere posteriore.
Con la collaborazione di Hanns Klemm Heinkel avviò immediatamente un programma di conversione dal disegno del W.12 mantenendone la fusoliera, dalla struttura in legno ricoperta in tela trattata e dalla caratteristica impostazione che si innalzava verso coda, applicando il gruppo motoelica dei contemporanei W.27/W.32. L'unico intervento di rilievo fu la sostituzione dell'originale velatura biplana con una sola ala montata bassa sulla fusoliera, dalla struttura lignea bilongherone incrementata nell'apertura e nella corda per recuperare approssimativamente i valori della superficie totale della precedente. Inalterata anche la struttura tubolare che congiungeva l'originale ala inferiore ai due grandi galleggianti e che ora svolgeva anche la funzione di asta di controvento.
Il prototipo venne portato in volo per la prima volta il 27 marzo 1918 a Brandenburg am Havel dallo stesso Christiansen, il quale se ne dichiarò talmente entusiasta che insistette per poterlo condurre lui stesso a Zeebrugge il giorno seguente per poterlo già utilizzare in ambito operativo. L'entusiasmo dell'asso tedesco fu preludio dell'avvio alla produzione in serie che si interruppe solamente per la conclusione della prima guerra mondiale.

## Tecnica
Il W.29 era un velivolo realizzato in legno e tela che univa l'impostazione classica dei modelli che lo avevano preceduto alla non convenzionale, per l'epoca, velatura monoplana pure realizzata in legno e tela che riproponeva un'impostazione convenzionale, sempre per l'epoca: idrovolante con configurazione a scarponi monomotore.
La fusoliera, realizzata con struttura in legno ricoperta da tela trattata e pannelli in compensato, era caratterizzata dalla presenza di due abitacoli aperti e separati, l'anteriore destinato al pilota ed il posteriore, di forma circolare e leggermente rialzato, al mitragliere di coda. Posteriormente proseguiva con un angolo acuto rispetto all'asse del velivolo per terminare in un impennaggio monoderiva caratterizzato dall'unico elemento orizzontale con i due equilibratori mobili montati in alto e quello verticale completamente rivolto verso il basso.
La configurazione alare era monoplana, montata bassa sulla fusoliera, collegata inferiormente ad una coppia di grandi scarponi in legno da un robusto castello tubolare che fungeva anche da controventatura essendo costituito anche da una coppia di montanti diagonali "ad N", uno per lato.
La propulsione era assicurata da un motore raffreddato a liquido posizionato all'estremità anteriore della fusoliera, normalmente il 6 cilindri in linea Benz Bz.IIIa da 165 PS (136 kW), racchiuso da un cofano metallico ed abbinato ad un'elica bipala in legno a passo fisso. In base alla motorizzazione mutavano posizione ed architettura degli impianti di raffreddamento, con il posizionamento del radiatore sulla parte centrale del bordo d'entrata dell'ala superiore, e di scarico.
L'armamento era costituito da una o due mitragliatrici LMG 08/15 calibro 7,92 mm posizionate in caccia davanti alla cabina di pilotaggio, dotate di un dispositivo di sincronizzazione che permetteva di sparare senza danni attraverso il disco dell'elica, più una Parabellum MG 14, anch'essa calibro 7,92 mm, montata su un supporto brandeggiabile a sua volta parte di un supporto ad anello che permetteva al secondo membro dell'equipaggio di spostarla anche di lato per ottenere un maggior campo di tiro.

## Impiego operativo
Il W.29 iniziò ad equipaggiare i reparti da caccia della Kaiserliche Marine dalla primavera del 1918, incaricato di difendere lo spazio aereo attorno alle stazioni navali di Borkum e Zeebrugge sulla costa del Mare del Nord. Dato il suo minore raggio d'azione rispetto ai più grandi W.19 era utilizzato congiuntamente ai W.12 rimanendo, quando le condizioni lo consentivano, sulla superficie del mare in attesa che i W.19 in avanscoperta riuscissero ad individuare degli obiettivi. A quel punto i W.12 ed i W.29 potevano alzarsi in volo ed il gruppo degli idrocaccia andare ad ingaggiare i velivoli avversari, normalmente i più grandi idrovolanti britannici, come i Felixstowe F.2 ed i Curtiss America, che si spingevano fino alle coste meridionali del tratto di mare. Nella marina tedesca rimasero in servizio fino alla firma dell'Armistizio di Compiègne.

## Utilizzatori

### Militari
Finlandia
- Suomen ilmavoimat

 Germania
- Kaiserliche Marine

 Giappone

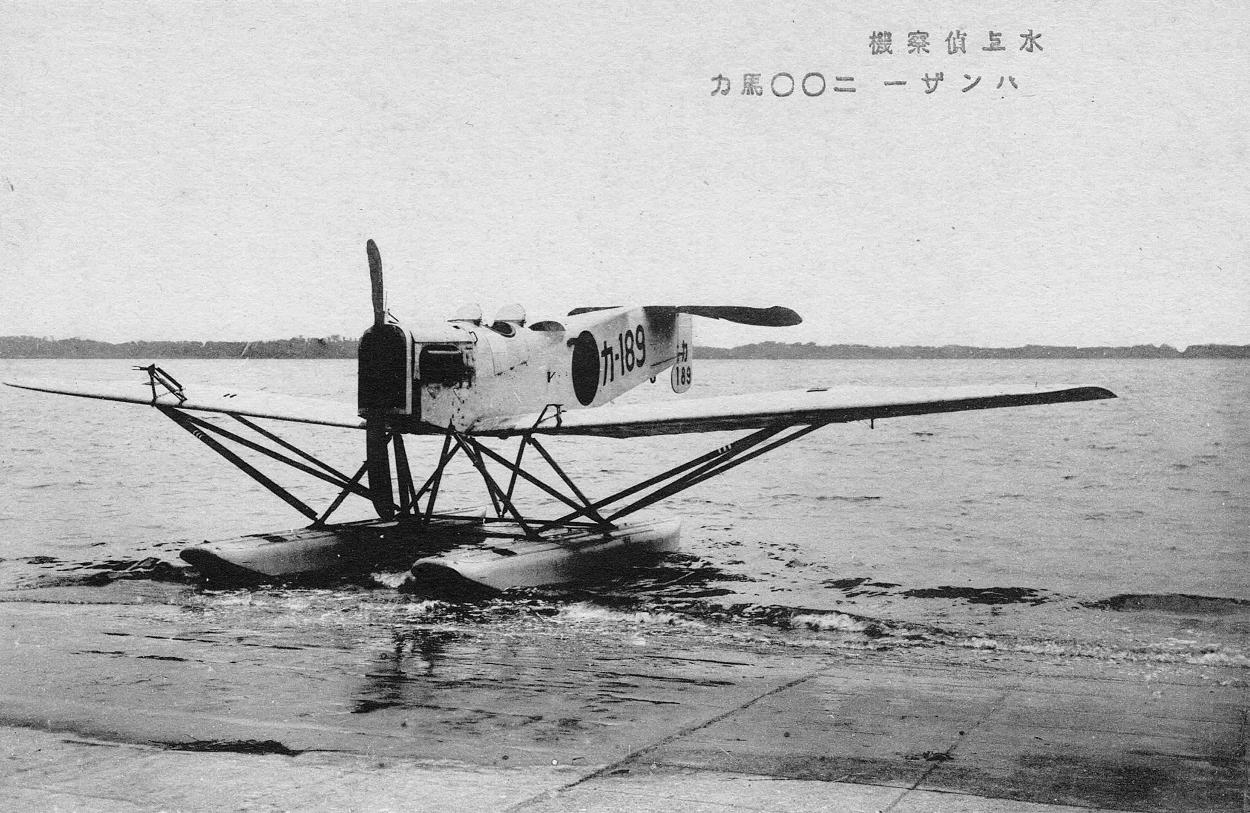
Uno dei W.29 in servizio nell'aeronautica della marina imperiale giapponese.

- Dai-Nippon Teikoku Kaigun Kōkū Hombu

Operò con esemplari prodotti localmente.

### Civili
Norvegia
- A/S Aero